# 김해우체국
김해우체국(金海郵遞局)은 대한민국 경상남도 김해시 칠산서부동에 있는 경상남도 김해시 장유지구를 제외한 전역을 관할하는 부산지방우정청 소속 우체국이다.

## 역사
- 1924년 12월 25일: 김해우편소로 개소
- 1949년 11월 22일: 김해우체국으로 개국
- 1950년: 사무관(5급)국으로 승격
- 1966년: 우체국 이전(현 부원동우체국위치)
- 1998년: 경남 김해시 전하동 44번지으로 신축이전
- 1999년 12월 27일: 서기관(4급국)으로 승격
- 2001년 10월 1일: 진영우체국을 김해진영우체국으로, 장유우체국을 김해장유우체국으로, 주촌우체국을 김해주촌우체국으로, 진례우체국을 김해진례우체국으로, 생림우체국에서 김해생림우체국으로 명칭 변경[1]
- 2011년 12월 19일: 대동우체국을 김해대동우체국으로 명칭 변경[2]
- 2012년 12월 31일: 김해내동우체국 폐국[3]
- 2014년 1월 1일: 우편구역을 다음과 같이 고시[4]

| 배달국         | 배달구역                                                      | 구역번호                                                         |
| -------------- | ------------------------------------------------------------- | ---------------------------------------------------------------- |
| 김해우체국     | 김해시 전지역 (단 장유1동~장유3동, 진영읍·진례면·한림면 제외) | 50800, 50801 일부 50803 ~ 50845 50877 ~ 50969 51006, 51009 51010 |
| 김해관동우체국 | 장유1~3동                                                     | 50970 ~ 51005 51007 ~ 51008 51011 ~ 51021                        |
| 김해진영우체국 | 진영읍 · 진례면 · 한림면                                      | 50800, 50801 일부 50845 ~ 50876                                  |

- 2014년 7월 4일: 김해인제대학교우체국 폐국[5]
- 2014년 7월 7일: 김해인제대학교우편취급국 설치[6]
- 2020년 9월 1일 : 김해주촌우체국 점심시간 휴무 철회[7]

## 관할 우체국
| 우체국명             | 사진 | 주소                                              | 비고                                                 |
| -------------------- | ---- | ------------------------------------------------- | ---------------------------------------------------- |
| 김해관동우체국       |      | 경상남도 김해시 계동로 23                         |                                                      |
| 김해구산동우체국     |      | 경상남도 김해시 구산로39번길 33 (구산동)          |                                                      |
| 김해남산우편취급국   |      | 경상남도 김해시 김해대로 2419                     |                                                      |
| 김해내동우체국       |      | 경상남도 김해시 금관대로1289번길 14 (내동 171-15) | 2012년 12월 31일 폐국                                |
| 김해대동우체국       |      | 경상남도 김해시 대동면 대동로 615 (초정리)        | 별정우체국 2011년 12월 19일 대동우체국에서 명칭 변경 |
| 김해동광우편취급국   |      | 경상남도 김해시 호계로 502                        |                                                      |
| 김해부원동우체국     |      | 경상남도 김해시 가락로 58                         |                                                      |
| 김해삼계동우체국     |      | 경상남도 김해시 해반천로168번길 6 (삼계동)        |                                                      |
| 김해삼문우체국       |      | 경상남도 김해시 능동로 35                         |                                                      |
| 김해삼방동우체국     |      | 경상남도 김해시 삼안로291번길 57 (삼방동)         |                                                      |
| 김해삼안동우체국     |      | 경상남도 김해시 삼안로77번길 17                   |                                                      |
| 김해상동우체국       |      | 경상남도 김해시 상동면 상동로 557 (대감리)        |                                                      |
| 김해생림우체국       |      | 경상남도 김해시 생림면 마사로 91 (생철리)         | 별정우체국 2001년 10월 1일 생림우체국에서 명칭 변경  |
| 김해수로우편취급국   |      | 경상남도 김해시 호계로438번길 4 (부원동)          |                                                      |
| 김해어방우편취급국   |      | 경상남도 김해시 분성로 536                        |                                                      |
| 김해연지우체국       |      | 경상남도 김해시 내외중앙로 120                    |                                                      |
| 김해외동우체국       |      | 경상남도 김해시 함박로 31                         |                                                      |
| 김해율하우체국       |      | 경상남도 김해시 율하1로 73                        |                                                      |
| 김해인제대학교우체국 |      | <def>경상남도 김해시 인제로 197                   | 2014년 7월 4일 폐국                                  |
| 김해인제대우편취급국 |      | 경상남도 김해시 인제로 197                        | 2014년 7월 7일 신설                                  |
| 김해장유우체국       |      | 경상남도 김해시 장유로 283                        | 2001년 10월 1일 장유우체국에서 명칭 변경             |
| 김해주촌우체국       |      | 경상남도 김해시 주촌면 서부로1638번길 4 (천곡리)  | 별정우체국 2001년 10월 1일 주촌우체국에서 명칭 변경  |
| 김해진례우체국       |      | 경상남도 김해시 진례면 송현로 11 (송정리)         | 별정우체국 2001년 10월 1일 진례우체국에서 명칭 변경  |
| 김해진영우체국       |      | 경상남도 김해시 진영읍 여래로20번길 21 (진영리)   | 2001년 10월 1일 진영우체국에서 명칭 변경             |
| 김해한림우체국       |      | 경상남도 김해시 한림면 한림로 370 (장방리)        |                                                      |
| 김해활천동우체국     |      | 경상남도 김해시 인제로39번길 44 (삼정동)          |                                                      |

## 조직
- 지원과
- 영업과
- 우편물류과
  - 물류실
  - 집배실
  - 소포실
- 경영지도실